# Nitrilotriacétonitrile
Le nitrilotriacétonitrile est un composé organique qui consiste en un atome d'azote substitué par trois groupes cyanométhyle. NTAN est un précurseur de l'acide nitrilotriacétique (NTA), un agent chélatant biodégradable et donc un adjuvant pour détergents, pour la tris(2-aminoéthyl)amine, un tripode tétradentate,connue sous l'abréviation tren comme un agent chélatant commun, et pour la réticulation de résine époxy aminoéthylpipérazine.

## Synthèse et Propriété
La synthèse du nitrilotriacétonitrile commence à partir de l'ammoniac, le formaldéhyde et le cyanure d'hydrogène, comme blocs de base de construction, placés en milieu aqueux acide et en procédant soit de façon discontinue ou en continu. La triple cyanométhylation de l'ammoniac peut être menée de plusieurs manières, :
L'ammoniac sous forme gazeuse ou de l'hexaméthylènetétramine ou du sulfate d'ammonium mélangé avec du formaldéhyde comme solvant (env. 37% en poids), est mélangé à une solution aqueuse de formaldéhyde à pH <2 puis traité, à 100 °C, avec une solution aqueuse d'acide cyanhydrique ou du cyanure d'hydrogène liquide, éventuellement sans purification du produit intermédiaire mais directement à partir du procédé Andrussow ou du procédé BMA d'Evonik Degussa. Lorsque les eaux-mères sont recyclées, des rendements supérieurs à 90% sont atteints.
La tendance du NTAN à précipiter à des températures inférieures à 90 °C, qui peut conduire à un blocage des réacteurs et des conduites tubulaires et à une réaction d'emballement de la réaction, est particulièrement problématique dans les synthèses en continu.

### Spectroscopie
En spectroscopie infrarouge, le nitrilotriacétonitrile présente un pic d'absorption très bien marqué à 981,25(5) cm−1. Son spectre RMN 1H consiste en un unique singulet qui sort à 28,2 ± 0,2 ppm.

### Structure
Le NTAN cristallise dans le système orthorhombique, groupe d'espace Pnma (no  62) avec comme paramètres de maille a = 710,85(1) pm, b = 993,20(2) pm et c = 938,69(2).

## Utilisation
Le nitrilotriacétonitrile est fondu en présence de catalyseurs basiques, comme du méthanolate de sodium ou de l'iminodiacétonitrile, NH(CH2CN)2 jusqu'à obtenir un solide polymérique de couleur foncé issu de leur co-polymérisation puis chauffé sous atmosphère inerte comme sous azote à des températures > 1 000 °C jusqu'à carbonisation. Les produits résultants n'ont pas trouvé d'application en tant que polymères conducteurs.
L'hydrogénation de NTAN convertit tout d'abord un groupe cyano en un groupe imino qui attaque plus rapidement un groupe cyano adjacent car il est alors stériquement bien placé pour former un système cyclique à six chaînons. Celui-ci est encore hydrogéné et produit le groupe amine primaire. Par conséquent, le produit final de l'hydrogénation catalytique du nitrilotriacétonitrile est la 1-(2-aminoéthyl)pipérazine :
En revanche, réaliser l'hydrogénation catalytique de NTAN avec par exemple du nickel de Raney en présence d'un grand excès d'ammoniac, donne de la tris(2-aminoéthyl)amine (tren) :
Le nitrilotriacétonitrile forme avec le formaldéhyde à pH 9,5 du 2,2-dihydroxyméthyl-nitrilotriacétonitrile, qui est hydrolysé avec une solution d'hydroxyde de sodium à 100 °C en sel trisodique de l'acide 2-hydroxyméthylsérine-N,N-diacétique transformé en l'acide par acidification avec un rendement global de 51% :
Ce composé est utile en tant qu'agent complexant des ions de métaux lourds et des métaux alcalino-terreux, en tant que stabilisateur de blanchiment, par exemple, avec le perborate de sodium, dans des formulations détergentes solides et comme adjuvant dans des détergents pour empêcher la formation de dépôts (incrustations) dans les textiles des linges.
L'hydrolyse du nitrilotriacétonitrile avec de l'acide sulfurique concentré fournit dans des conditions douces du nitrilotriacétamide de façon quantitative , qui a été étudié comme ligand tétradenté neutre pour la complexation des métaux. À haute température, il se forme par cyclisation du 3,5-dioxopipérazine-1-acétamide, qui peut être converti quantitativement en nitrilotriacétamide après neutralisation et en chauffant à nouveau avec un excès d'ammoniaque, :
Le nitrilotriacétonitrile est principalement utilisé comme matière première pour la production par hydrolyse des groupes cyano, du biodégradable mais présumé cancérigène acide nitrilotriacétique, un agent complexant, par voie soit acide, soit basique, :
Des niveaux résiduels d'ions cyanure dans l'hydrolysat peuvent apparaître par post-traitement avec des oxydants, tels que l'hypochlorite de sodium, et peuvent être éliminés à pH 8.